# 刘遂 (梁王)
刘遂（？—前40年），汉朝宗室，西汉第十代梁王。其先祖梁孝王刘武是汉文帝刘恒的次子，参与平定七国之乱。前46年，其父刘定国死后，刘遂袭位梁王，在位六年。前40年，刘遂去世，谥号夷，他的儿子刘嘉嗣位。

## 兒子
- 梁荒王刘嘉
- 祁鄉節侯劉賢

## 墓葬
汉梁王墓群中国西汉梁国王室陵墓，位于河南省永城市芒山镇芒碭山系。共安葬梁孝王刘武、梁共王刘买、梁平王刘襄、梁顷王刘毋伤、梁敬王刘定国、梁夷王刘遂、梁荒王刘嘉等梁王。
| 前任： 刘定国 | 西汉梁夷王 前46年—前40年 | 繼任： 刘嘉 |